# Calle de Antonio Coronel
La calle de Antonio Coronel es una vía pública de la ciudad española de Segovia.

## Descripción
La vía nace de la calle de los Gascos a la altura de la del Pozo y discurre hasta desembocar de la mano de la de los Vargas en la plaza de San Lorenzo. Tiene cruces con las calles de Jerónimo de Aliaga, del Piano y de Santa Catalina. Mariano Sáez y Romero identifica en Las calles de Segovia (1918) al menos dos segovianos dignos de dar nombre a esta vía: Antonio Fernández Coronel (1480-1521), filósofo, teólogo y escritor, y Antonio de León Coronel (1525-1591), jurisconsulto. En esa misma obra, comenta lo siguiente sobre la vía:

Empieza en la calle de Gascos y concluye en la plazuela de San Lorenzo. [...] La calle se desliza entre las muchas huertas que hay en este barrio de San Lorenzo.
(Sáez y Romero, 1918, p. 9)